# Biota (gmina)
Biota – gmina w Hiszpanii, w prowincji Saragossa, w Aragonii, o powierzchni 128,8 km². W 2011 roku gmina liczyła 1073 mieszkańców.